# هابي فيس إنترتينمنت
هابي فيس إنترتينمنت(هانغل:해피페이스 엔터테인먼트) هي شركة ترفيه من كوريا الجنوبية أنشئت من قبل أهن ميونغ وون وكيم يونغ ديوك في 15 أغسطس 2008 , عرفوا أكثر كالمنتجين أي-ترايب.

## الفنانون الحاليون

### الفنانون

#### الفرق
- 4 مين
- دال شابيت
- دريم كاتشر
- في أو أس

#### المغنين المنفردين
- أم أي أي أي
- ناسون
- بين
- نام هيون جون
- بارك أري

### الممثلين والممثلات
- لي سيونغ هو
- يون مي جو
- ووهي ( دال شابيت )
- سوبين ( دال شابيت )
- آه يونغ ( دال شابيت )

### فنيون الأستوديو

#### المنتجين والملحنين
- أي-ترايب
- ناسون

### الفنانون السابقون
- 2009-2010 : ون تو (2003-2010 تفككوا)
- 2011-2012 : فيكي (قائدة دال شابيت السابقة)[1]
- 2008-2014 : كيم يونغ جاي (عضو 4 مين السابق)[1]